# Les Pins
Les Pins é uma comuna francesa na região administrativa da Nova Aquitânia, no departamento de Charente. Estende-se por uma área de 21,06 km². Em 2010 a comuna tinha 487 habitantes (densidade: 23,1 hab./km²).